# Серебристый рисовый хомяк
Серебристый рисовый хомяк (лат. Oryzomys argentatus) — редкий малоизученный вид грызунов. Видовой статус популяции рисовых хомяков в нижней Флориде-Кис не признан большинством систематиков.
Своё название получил из-за серебристо-серого меха на спине.

## Описание
Голова и спина покрыты сверху волосами тёмного оттенка с серым основанием или светло-серыми волосами. Тело по бокам покрыто серо-серебристым мехом. В низу живота шерсть белая, у основания волос серая. Верхняя сторона хвоста тёмно-коричнеевая, нижняя — белая с редкими волосами.

## Размножение
В некоторых местах серебристые рисовые хомяки размножаются на протяжении всего года, в других же местах они размножаются с марта по октябрь. Самка вынашивает потомство около 25 дней. Новорожденные серебристые рисовые хомяки открывают глаза в возрасте чуть больше недели, перестают кормиться молоком после трёх недель, после чего начинают питаться твёрдой пищей.

## Ареал
Серебристый рисовый хомяк встречается в нижней Флориде-Кис.

## Рацион
Серебристый рисовый хомяк ест насекомых, мелких крабов, моллюсков, рыб, черепах, мелких птиц, их яйца, сочные части растений, семена и даже падаль.

## Места обитания
Серебристые рисовые хомяки предпочитают селится в пресных болотах, затопленной мангровой болотистой местности и солончаковых заливах.

## Особенности поведения
Серебристые рисовые хомяки являются отличными пловцами. Они могут нырять на глубину до 10 метров и проплывать под водой до 300 метров. Серебристые рисовые хомяки приспособились к сезонным колебаниям уровня воды и при угрозе затопления строят свои норы на склонах.

## Природоохранный статус
Серебристый рисовый хомяк находится в Красном списке МСОП со статусом «вид, находящийся под угрозой исчезновения».

### Причины вымирания
Вымирание серебристых рисовых хомяков связано с расселением азиатских мангустов, чёрной и коричневой крыс, которые, являясь агрессивными животными конкурируют среду обитания. В дикой природе на серебристого рисового хомяка охотятся следующие хищники: лисы, скунсы, совы и еноты, от которых идёт наибольшая опасность, так как они обильно размножаются во Флориде-Кис. Также в вымирании этого вида хомяков принимают участие люди: они продолжают обрабатывать участки под сельскохозяйственные посевы, преобразовывают большую часть большую часть водно-болотных угодий в поля. Помимо этого серебристому рисовому хомяку грозит опасность утраты генетической изменчивости: эти грызуны скрещиваются с менее редкими сородичами, что приводит к утраты способности адаптироваться к существующим изменениям окружающей среды и снижению численности вида.